# Gabriel Yared
Pour les articles homonymes, voir Yared.
Gabriel Yared est un compositeur et arrangeur franco-libanais né le 7 octobre 1949 à Beyrouth, au Liban.
Dès la fin des années 1970, le compositeur abandonne l'interprétation et signe des collaborations, des compositions et la direction de production discographique de certains artistes parmi lesquels Françoise Hardy, comme les albums Star (album), Musique saoule, Quelqu'un qui s'en va, Gin tonic, À suivre.... Il signe également les arrangements pour Michel Jonasz, dont, en 1975, la moitié de son album Changez tout et ceux de son premier succès, Les vacances au bord de la mer. Il travaille aussi à cette époque pour Johnny Hallyday, Charles Aznavour et le compositeur Francis Lai.
Il est auteur de musique de films, notamment à partir des années 1980, pour des réalisateurs reconnus comme Jean-Luc Godard, Christian de Chalonge, Maurice Dugowson, Jean-Jacques Beineix,Youssef Chahine, Robert Enrico, Claude Faraldo, Olivier Assayas, Robert Altman, Jean-Pierre Mocky, Bruno Nuytten, Étienne Chatiliez, Philippe de Broca, Jean-Jacques Annaud, Élie Chouraqui, Jean-Paul Rappeneau, Claire Devers, Michel Ocelot, Paul Schrader, Jan Kounen, Xavier Dolan ou encore Patrice Leconte. On peut retenir notamment, les bandes originales de La Lune dans le caniveau (1983), 37°2 le matin (1986), Beyond Therapy (1987), Camille Claudel (1988), Tatie Danielle (1990), L'Amant (1992), Le Patient anglais (1996) ou encore Retour à Cold Mountain (2003). À partir des années 1990, il oeuvre pour différents réalisateurs au plan international, notamment anglosaxons.
En 1993, il se voit décerner le César de la meilleure musique pour le film L'Amant et en 1997, il obtient l'Oscar de la meilleure musique de film pour Le Patient anglais. Il signe les partitions de ballet pour Carolyn Carlson et Roland Petit, dont la pièce Clavigo, créée à l'Opéra de Paris, en 2002.
Il compose également la musique des génériques successifs pour les journaux télévisés de TF1, diffusés à partir de 1990.

## Biographie
Après des études de droit qu'il abandonne en 1970, cet autodidacte étudie à l'École normale de musique de Paris avec Henri Dutilleux et Maurice Ohana puis, après un séjour de 18 mois au Brésil, il commence sa carrière à Paris en 1973 en devenant compositeur, arrangeur ou producteur pour des artistes tels que Michel Jonasz, Charles Aznavour, Johnny Hallyday, Mireille Mathieu, Sylvie Vartan, Gilbert Bécaud ou Françoise Hardy.
Grâce à Jacques Dutronc, il rencontre Jean-Luc Godard et compose la musique du film Sauve qui peut (la vie) (1980) qui marque le retour de Godard au cinéma. C'est à la fois le premier long métrage de Yared et le dernier film de Godard avec une musique originale.
Il travaille aussi pour Christian de Chalonge pour le film Malevil.
Son travail rencontre la reconnaissance du public après les succès populaires que sont 37°2 le matin de Jean-Jacques Beineix en 1986 et L'amant de Jean-Jacques Annaud en 1992. Avec ce dernier, Yared collaborera une nouvelle fois en 1995 à travers Guillaumet, les ailes du courage, film diffusé au parc du Futuroscope.
Il entame alors une carrière outre-atlantique qui sera consacrée par un Oscar de la meilleure musique en 1997 avec le film Le Patient anglais (The English Patient) d'Anthony Minghella. Pour ce dernier, il composera également les partitions de Le Talentueux Mr Ripley en 1999 et de Retour à Cold Mountain en 2003.
En 2004, sa partition pour le film Troie de Wolfgang Petersen est rejetée par le studio à la suite de commentaires défavorables du public lors d'une projection-test à Sacramento (Californie). Il est remplacé par James Horner. Ce remplacement déplaît énormément au compositeur, qui n'a même pas eu la possibilité de retravailler ses partitions. À la suite de cette déconvenue, le compositeur préfère s'éloigner du cinéma américain pour se concentrer davantage sur le cinéma européen, qu'il juge plus proche de sa sensibilité musicale.

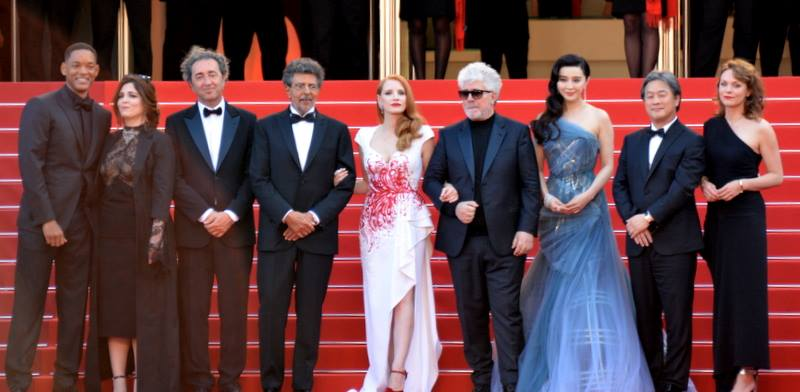
Gabriel Yared au festival de Cannes 2017.

En 2012, la cinémathèque française lui consacre une rétrospective. La même année il devient président d'honneur de l'association des Amis de Maurice Ravel.
Il compose les chansons de l'album Indéfiniment de Yara Lapidus, sorti en 2018 et réédité en 2019. Il reprend dans la dernière chanson un thème de la musique du film 37°2 le matin.
En 2017, il est membre du jury des longs métrages au Festival de Cannes 2017.

## Filmographie

### Cinéma
- 1974 : Miss O'Gynie et les Hommes fleurs de Samy Pavel
- 1980 : Sauve qui peut (la vie) de Jean-Luc Godard
- 1981 : Malevil de Christian de Chalonge
- 1982 : Petites Guerres de Maroun Bagdadi
- 1982 : Invitation au voyage de Peter Del Monte
- 1982 : Interdit aux moins de 13 ans de Jean-Louis Bertuccelli
- 1983 : La Scarlatine de Gabriel Aghion
- 1983 : La Java des ombres de Romain Goupil
- 1983 : Sarah de Maurice Dugowson
- 1983 : La Lune dans le caniveau de Jean-Jacques Beineix
- 1983 : Hanna K. de Costa-Gavras
- 1984 : La Diagonale du fou de Richard Dembo
- 1984 : Tir à vue de Marc Angelo
- 1984 : Nemo d'Arnaud Sélignac
- 1985 : L'Eau et les hommes (Water and Man) de Pierre Willemin
- 1985 : Le téléphone sonne toujours deux fois de Jean-Pierre Vergne
- 1985 : Adieu Bonaparte de Youssef Chahine
- 1985 : Scout toujours... de Gérard Jugnot
- 1986 : Zone rouge de Robert Enrico
- 1986 : 37°2 le matin de Jean-Jacques Beineix
- 1986 : Flagrant Désir de Claude Faraldo
- 1986 : Désordre de Olivier Assayas
- 1987 : Comment Wang-Fô fut sauvé de René Laloux
- 1987 : Last Song de Dennis Berry
- 1987 : Beyond Therapy de Robert Altman
- 1987 : Agent trouble de Jean-Pierre Mocky
- 1987 : L'Homme voilé de Maroun Bagdadi
- 1988 : Gandahar de René Laloux
- 1988 : Les Saisons du plaisir de Jean-Pierre Mocky
- 1988 : Le Testament d'un poète juif assassiné de Frank Cassenti
- 1988 : Une nuit à l'Assemblée nationale de Jean-Pierre Mocky
- 1988 : Retour à la vie (Clean and Sober) de Glenn Gordon Caron
- 1988 : Camille Claudel de Bruno Nuytten
- 1989 : Tennessee Nights de Nicolas Gessner
- 1989 : Romero, le sang de l'archevêque (Romero) de John Duigan
- 1990 : Tatie Danielle d'Étienne Chatiliez
- 1990 : Les Mille et Une Nuits de Philippe de Broca
- 1990 : Vincent et Théo (Vincent & Theo) de Robert Altman
- 1990 : La Putain du roi de Axel Corti
- 1992 : L'Arche et les Déluges de François Bel
- 1992 : L'Amant de Jean-Jacques Annaud
- 1992 : IP5: L'île aux pachydermes de Jean-Jacques Beineix
- 1992 : La Fille de l'air de Maroun Bagdadi
- 1993 : L'Instinct de l'ange de Richard Dembo
- 1993 : Cœur de métisse de Vincent Ward
- 1993 : Les Marmottes d'Élie Chouraqui
- 1993 : Profil bas de Claude Zidi
- 1994 : Des feux mal éteints de Serge Moati
- 1995 : Guillaumet, les ailes du courage (Wings of Courage) de Jean-Jacques Annaud
- 1995 : Noir comme le souvenir de Jean-Pierre Mocky
- 1996 : Le Patient anglais (The English Patient) de Anthony Minghella
- 1996 : Hercule et Sherlock de Jeannot Szwarc
- 1997 : Tonka de Jean-Hugues Anglade
- 1998 : La Cité des anges (City of Angels) de Brad Silberling
- 1999 : Une Bouteille à la mer (Message in a Bottle) de Luis Mandoki
- 1999 : Le Talentueux Mr Ripley (The Talented Mr. Ripley) de Anthony Minghella
- 2000 : Un automne à New York (Autumn in New York) de  Joan Chen
- 2001 : Not Afraid, Not Afraid d'Annette Carducci
- 2001 : Lisa de Pierre Grimblat
- 2002 : L'Idole de Samantha Lang
- 2002 : Possession de Neil LaBute
- 2002 : The One and Only de Simon Cellan Jones
- 2003 : Bon Voyage de Jean-Paul Rappeneau
- 2003 : Les Marins perdus de Claire Devers
- 2003 : Sylvia de Christine Jeffs
- 2003 : Retour à Cold Mountain (Cold Mountain) de Anthony Minghella
- 2004 : Troie (Troy) de Wolfgang Petersen (partition rejetée)
- 2004 : Shall we dance? de Peter Chelsom
- 2005 : L'Avion de Cédric Kahn
- 2006 : La Vie des autres (Das Leben der Anderen) de Florian Henckel von Donnersmarck
- 2006 : Azur et Asmar de Michel Ocelot
- 2007 : Par effraction (Breaking and Entering) d'Anthony Minghella
- 2007 : Chambre 1408 (1408) de Mikael Håfström
- 2008 : Adam Resurrected de Paul Schrader
- 2009 : Coco Chanel et Igor Stravinsky de Jan Kounen
- 2009 : Le Hérisson de Mona Achache
- 2011 : Au pays du sang et du miel (In the Land of Blood and Honey) d'Angelina Jolie
- 2012 : Royal Affair de Nikolaj Arcel
- 2012 : Les Saveurs du palais de Christian Vincent
- 2012 : Belle du Seigneur de Glenio Bonder
- 2013 : Tom à la ferme de Xavier Dolan
- 2013 : Une promesse (A Promise) de Patrice Leconte
- 2014 : En secret (In Secret) de Charlie Stratton
- 2014 : Le Prophète (Kahlil Gibran's The Prophet)
- 2015 : Vue sur mer (By the Sea) d'Angelina Jolie
- 2016 : Chocolat  de Roschdy Zem
- 2016 : Juste la fin du monde de Xavier Dolan
- 2016 : La Promesse (The Promise) de Terry George
- 2017 : Si tu voyais son cœur de Joan Chemla
- 2018 : Dilili à Paris de Michel Ocelot
- 2018 : The Happy Prince de Rupert Everett
- 2018 : Ma vie avec John F. Donovan (The Death and Life of John F. Donovan) de Xavier Dolan
- 2019 : Judy de Rupert Goold
- 2020 : La Vie devant soi (La vita davanti a sé) d'Edoardo Ponti
- 2021 : Le Dernier Piano de Jimmy Keyrouz
- 2022 : L'Envol (Le vele scarlatte) de Pietro Marcello
- 2023 : L'Amour et les Forêts de Valérie Donzelli

### Télévision
- 1978 : Jean-Christophe (feuilleton télévisé)
- 1982 : L'Académie des neuf (jeu télévisé)
- 1988 : Très belle et trop naïve (La Romana)
- 1989 : Marat de Maroun Bagdadi
- 1990 : Générique du journal de 13 heures et du journal de 20 heures de TF1
- 1991 : The First Circle
- 1994 : Fortitude (Fall from Grace)
- 1995 : A. Rimbaud: Aventures en Abyssinie (L'Homme aux semelles de vent)
- 1996 : La Dame du cirque
- 1999 : Premier de cordée de Pierre-Antoine Hiroz et Édouard Niermans

## Documentaire sur son œuvre
- Bandes originales, réalisation de Pascale Cuenot.

## Distinctions

### Récompenses
- 1993 : César de la meilleure musique pour L'Amant
- 1997 : Oscar de la meilleure musique dramatique originale pour Le Patient anglais
- 1997 : Golden Globe de la meilleure musique originale pour Le Patient anglais
- 2006 : Prix du cinéma européen du meilleur compositeur aux Prix du cinéma européen pour La Vie des autres
- 2007 : Prix France Musique / Sacem de la musique de film 2008 remis pendant le Festival de Cannes pour la musique du film d'Anthony Minghella Par effraction
- 2010 : European Award d'honneur - Contribution européenne au cinéma mondial

### Nominations
- 1987 : César de la meilleure musique pour 37°2 le matin
- 1988 : César de la meilleure musique pour Agent trouble
- 1989:  César de la meilleure musique pour Camille Claudel
- 2000 : Oscar de la meilleure musique originale pour Le Talentueux Mr Ripley
- 2000 : Golden Globe de la meilleure musique originale pour Le Talentueux Mr Ripley
- 2004 : Oscar de la meilleure musique originale pour Retour à Cold Mountain
- 2004 : Golden Globe de la meilleure musique originale pour Retour à Cold Mountain
- 2004 : César de la meilleure musique pour Bon Voyage
- 2007 : César de la meilleure musique pour Azur et Asmar
- 2017 : César de la meilleure musique pour Chocolat
- 2024 : César de la meilleure musique pour L'amour et les forêts

### Décorations
- Commandeur de l'ordre des Arts et des Lettres Il est fait commandeur le 10 avril 1997[7].

## Anecdotes
- En 1979, il a enregistré un album en tant que chanteur, dans la collection "Paroles et musiques" Toc Toc Toqué chez RCA.
- En 1983, il a joué le rôle de Paul Jarry, le compositeur, dans le film Sarah de Maurice Dugowson.
- Rani Khanna a réalisé en 2005 un film documentaire sur Gabriel Yared, il s'intitule Music by… Gabriel Yared.
- En 2012, il parraine le Centre du Patrimoine Musical Libanais (CPML) à Beyrouth.